# Johannes Fabri (Theologe)
Johannes Fabri (* im 15. Jahrhundert in Forchheim; † 1480 in Mühlberg) war ein römisch-katholischer Theologe. Er studierte an der Leipziger Universität und erlangte den magister artium. Um 1460 wurde er Rektor der Thomasschule zu Leipzig. 1472 war er Rektor der Universität Leipzig. Danach wirkte er als Propst in Mühlberg und Kanonikus des St.-Georgen-Stifts zu Altenburg.